# 拉格-1戰鬥機
拉格-1（LaGG-1）是蘇聯拉沃奇金設計局設計的第一種戰鬥機，該設計局原本祇是一家木製傢俱廠，但由於俱備木材加工技術而當時蘇聯飛機仍普遍採用木製，故被改組成飛機設計局
當時格契奇金設計局有拉沃奇金，戈爾布諾夫和古德科夫三名飛機工程師，拉格-1正是他們三人聯手設計的，所以，其名稱都加上了他們的名字（LaGG）。

## 基本資料
- 乘員:1人
- 全長:8.81米
- 翼展:9.8米
- 全高:4.4米
- 空重:2,478公斤
- 載重:2,968公斤
- 最快速度:606公里/小時
- 航程:556公里
- 昇限:9,600米
- 發動機:一具水冷式M-105發動機(1,100匹馬力)
- 武裝:1支20毫米口徑ShVAK機炮+2支7.62毫米口徑ShKAS機槍

## 設計特點和實戰簡史

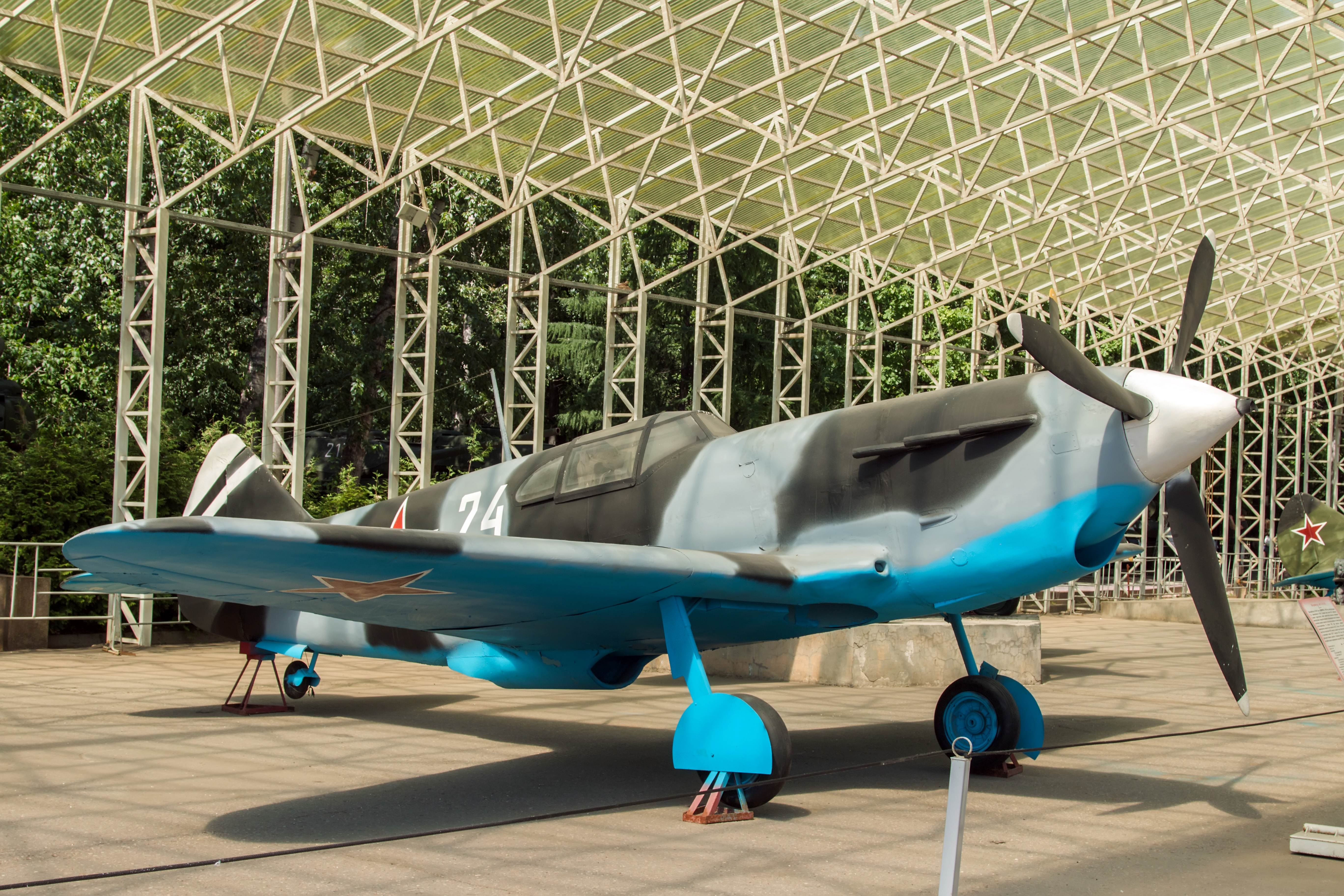
拉格-1的外表和拉格-3差別不大，圖為拉格-3

拉格-1全機主要為木製，機翼為木質兩段式結構，操縱翼面為金屬骨架再披上帆布，蒙皮為產自西伯利亞的樺木膠合板，油箱充入惰性氣體以求安全，武裝為機頭兩支7.62毫米口徑ShKAS機槍和螺旋槳罩的一支20毫米口徑ShVAK機炮，拉格-1於1940年開始生產但仍來不及參與該年冬天和芬蘭的冬季戰爭，而在服役後被飛行員抱怨機動性和爬昇率皆不理想，故之後改為生產其改良型拉格-3戰鬥機，拉格-3的外表和拉格-1差別不大，祇是其航程由800公里增加至1000公里，在德蘇戰爭開始時仍有兩個航空隊使用拉格-1

## 使用國家
- 苏联

## 外部連結
- 拉沃契金戰鬥機 （页面存档备份，存于）